# Heinkel He 280
L'Heinkel He 280 fu un aereo da caccia bimotore a getto sviluppato dall'azienda aeronautica tedesca Ernst Heinkel Flugzeugwerke AG nei primi anni quaranta e rimasto allo stadio di prototipo.
L'He 280 detiene il primato di essere il primo velivolo a reazione al mondo ad essere realizzato per quel ruolo, tuttavia non riuscì ad essere avviato alla produzione in serie principalmente per l'inaffidabilità dei propulsori turbogetto originali e l'impossibilità di sostituirli con modelli più recenti ed affidabili.

## Storia del progetto
Dopo che la Heinkel Flugzeugwerke aveva deciso di investire risorse nella sperimentazione del motore a getto, realizzando l'Heinkel He 178 come dimostratore tecnologico, avendo incontrato scarso interesse da parte della direzione del Reichsluftfahrtministerium (RLM), il ministero che nel periodo hitleriano sovraintendeva all'intera aviazione tedesca, si ripropose di avviare, su propria iniziativa, lo sviluppo di un nuovo modello specificatamente progettato per l'uso militare sfruttando l'esperienza acquisita sul precedente progetto.
Affidato il progetto all'ingegnere Robert Lusser in qualità di direttore tecnico, il nuovo modello, identificato in base al sistema di designazione RLM He 180, venne avviato nel tardo 1939. Il velivolo riproponeva alcune soluzioni tecniche già adottate dall'azienda per i suoi precedenti aerei da caccia: la cellula abbinava una fusoliera ad un'ala a pianta ellittica, completata posteriormente da un impennaggio "a T" bideriva. Innovativa la scelta che riguardava l'architettura del corto carrello d'atterraggio, un triciclo anteriore ovvero caratterizzato dall'elemento anteriore retrattile posto sotto il naso integrato dai due elementi centrali che rientravano nel piano alare, che per la sua ridotta altezza da terra contribuirà negativamente nello sviluppo del velivolo. Benché questo tipo di carrello fosse inizialmente considerato troppo fragile per operare dalle piste in erba o sporche tipiche dell'epoca, durante il periodo dei test si dimostrò affidabile, allontanando di conseguenza le diffidenze. Per aumentare la sicurezza del pilota la cabina di pilotaggio era equipaggiata con un seggiolino eiettabile operato ad aria compressa, primo aereo a montarne uno. Fu anche previsto di sistema per pressurizzare la cabina di pilotaggio.
Il primo prototipo, identificato come He 280 V1, fu completato nell'estate del 1940, ma il programma di sviluppo del motore previsto per equipaggiare l'aereo, il turbogetto Heinkel HeS 8A, stava procedendo con difficoltà. Il 22 settembre 1940, mentre l'attività sul motore continuava, il primo prototipo venne portato in volo iniziò le prove di planata con dei simulacri installati al posto dei motori. Ci vollero altri sei mesi prima che Fritz Schäfer portasse in aria il secondo prototipo con i propri motori il 30 marzo 1941. Il 5 aprile 1941 venne effettuata una dimostrazione in volo alla presenza di Ernst Udet, capo del settore sviluppo del RLM, ma come il suo predecessore, apparentemente non fece una grande impressione.
Per tutto l'anno successivo, i progressi andarono avanti lentamente a causa dei continui problemi con i motori. Fu anche avviato lo sviluppo del progetto di un secondo motore, l'Heinkel HeS 30, come potenziale sostituto dell'HeS 8. Nel frattempo furono considerati propulsori alternativi, includendo anche il pulsogetto Argus As 014, famoso per essere stato installato sulle bombe volanti V1.
Alla fine del 1943, comunque, il terzo prototipo fu equipaggiato con una versione migliorata del motore HeS 8 e fu pronto per una dimostrazione. Il 22 dicembre, un finto combattimento aereo tra un He 280 ed un Focke-Wulf Fw 190 fu effettuato alla presenza di ufficiali dell'RLM. L'aereo non solo dimostrò di avere una superiore velocità, ma anche una grande manovrabilità rispetto al suo avversario. Finalmente, a questo punto l'RLM iniziò ad avere interesse per l'aereo emettendo un ordine per 20 esemplari di pre-produzione, a cui sarebbe seguito un ordine per ulteriori 300 velivoli.
Tuttavia i problemi ai motori continuarono ad ostacolare il progetto. Nel 1942 l'RLM ordinò alla Heinkel di abbandonare lo sviluppo dei motori HeS 8 e HeS 30 per focalizzare lo sviluppo su un motore successivo, l'Heinkel HeS 011, molto più avanzato (e pertanto più problematico). Nel frattempo, il primo prototipo di He 280 fu riequipaggiato con i pulsogetti Argus e fu sottoposto a prove per verificare i nuovi motori. A causa del cattivo tempo, che causò la formazione di ghiaccio sull'aereo, il pilota collaudatore Helmut Schenk fu la prima persona a lanciarsi con il sedile eiettabile, che funzionò perfettamente, ma l'aereo andò distrutto.
In attesa di avere disponibili i motori HeS 011, che non sarebbero arrivati per lungo tempo, la Heinkel fu forzata ad accettare l'utilizzo di un motore competitore, selezionando il BMW 003. Sfortunatamente, anche questo motore fu affetto da problemi e ritardi, e nel frattempo, il secondo prototipo di He.280 fu riequipaggiato con i motori Junkers Jumo 004 mentre le successive cellule furono destinate ai motori BMW (che, alla fine, non furono mai operativi prima della fine del progetto He 280). I motori Jumo però erano molto più grandi e pesanti degli HeS 8 attorno ai quali l'aereo era stato progettato e con i quali aveva volato bene (per la prima volta il 16 marzo 1943), e fu immediatamente ovvio che questo motore non avrebbe potuto essere installato per lungo tempo.
Nonostante una buona velocità massima e i tre moderni cannoni MG 151, venne considerato poco efficace rispetto al Me 262, solo di poco in ritardo ma meglio armato e dotato di un'autonomia maggiore. Ancora una volta la Heinkel usciva sconfitta dallo scontro con la Messerschmitt AG. Dopo aver provato in volo 9 prototipi, collaudati tra il 1941 e il 1943 con le designazioni dal V1 al V9 e ciascuno con un diverso allestimento di motori ed altri accessori, si lasciò così cadere definitivamente il progetto.
Meno di due settimane dopo, il 27 marzo, Erhard Milch cancellò il progetto. I motori Jumo 004 equipaggiarono successivamente i Messerschmitt Me 262, e nonostante l'He 280 avesse dimostrato di avere delle ottime qualità, tali propulsori non riuscirono mai ad integrarsi con il velivolo. Ad Heinkel fu ordinato di abbandonare il progetto dell'He 280 e di focalizzare l'attenzione nella costruzione dei bombardieri, ma rimase amareggiato di questa decisione fino alla sua morte.
Un altro primato storicamente significativo e collegato all'He 280 si verificò: il primo dei prototipi, il V1, diede al pilota il dubbio onore di essere il primo a lanciarsi con un seggiolino a razzo quando i suoi motori si bloccarono in volo. Il Me 262 non disponeva di tale dispositivo, quindi almeno in un campo, l'He 280 segnava un punto a proprio favore.

## Tecnica
Il progetto prevedeva una fusoliera longilinea ed aggraziata, doppio timone di coda, carrello triciclo anteriore (sul Messerschmitt Me 262 era in origine triciclo posteriore), ala diritta e un abitacolo al centro quasi esatto dell'aereo. Le armi erano alloggiate nel muso. Il problema era principalmente che la macchina non disponeva di motori affidabili per l'impiego operativo, e per giunta la potenza disponibile era insufficiente.